# جغرافيا مدغشقر

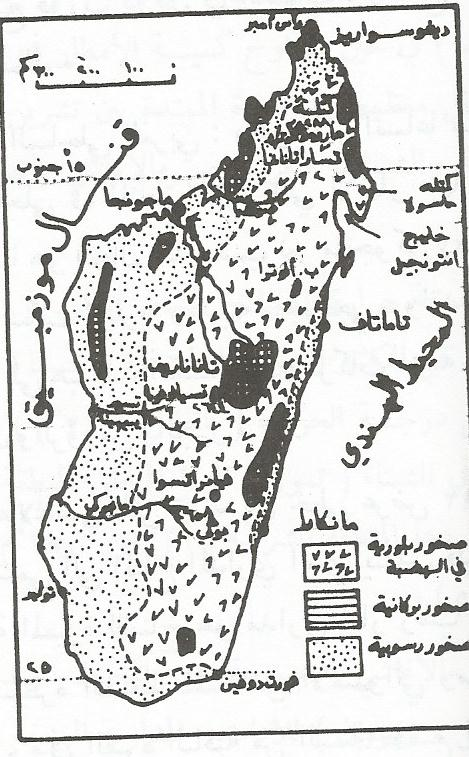
مدغشقر ، البنية والتضاريس

تعد مدغشقر بحكم مساحتها الضخمة إحدى خمس جزر كبرى في العالم، أذ تصل مساحة مدغشقر 616 الف كم².

## المظهر الطبيعي
تتخذ جزيرة مدغشقر شكلا بيضويا ممتدة من الشمال إلى الجنوب لمسافة قدرها 1600كم، ولكن عرضها في أكثر اتساعا لا يتجاوز 576كم من الشرق إلى الغرب مما أدى إلى توغل تأثير البحر ، وبخاصة في الناحية الشرقية التي تتعرض لهبوب الرياح الجنوبية الشرقية، فلا تبعد أي بقعة في الداخل الجزيرة عن البحر أكثر من 300كم، كما أن جزئها الغربي الذي يقع في الجهة المعاكسة لاتجاه الرياح لا يعاني من الجفاف بسبب قربه من مضيق موزمبيق الذي لا يتجاوز اتساعه 400كم وأن كان عمقه في بعض جهاته يزيد على 300 متر، وبذلك فرض عليها نوعا من العزلة عن أفريقيا .

## الهضبة الوسطى

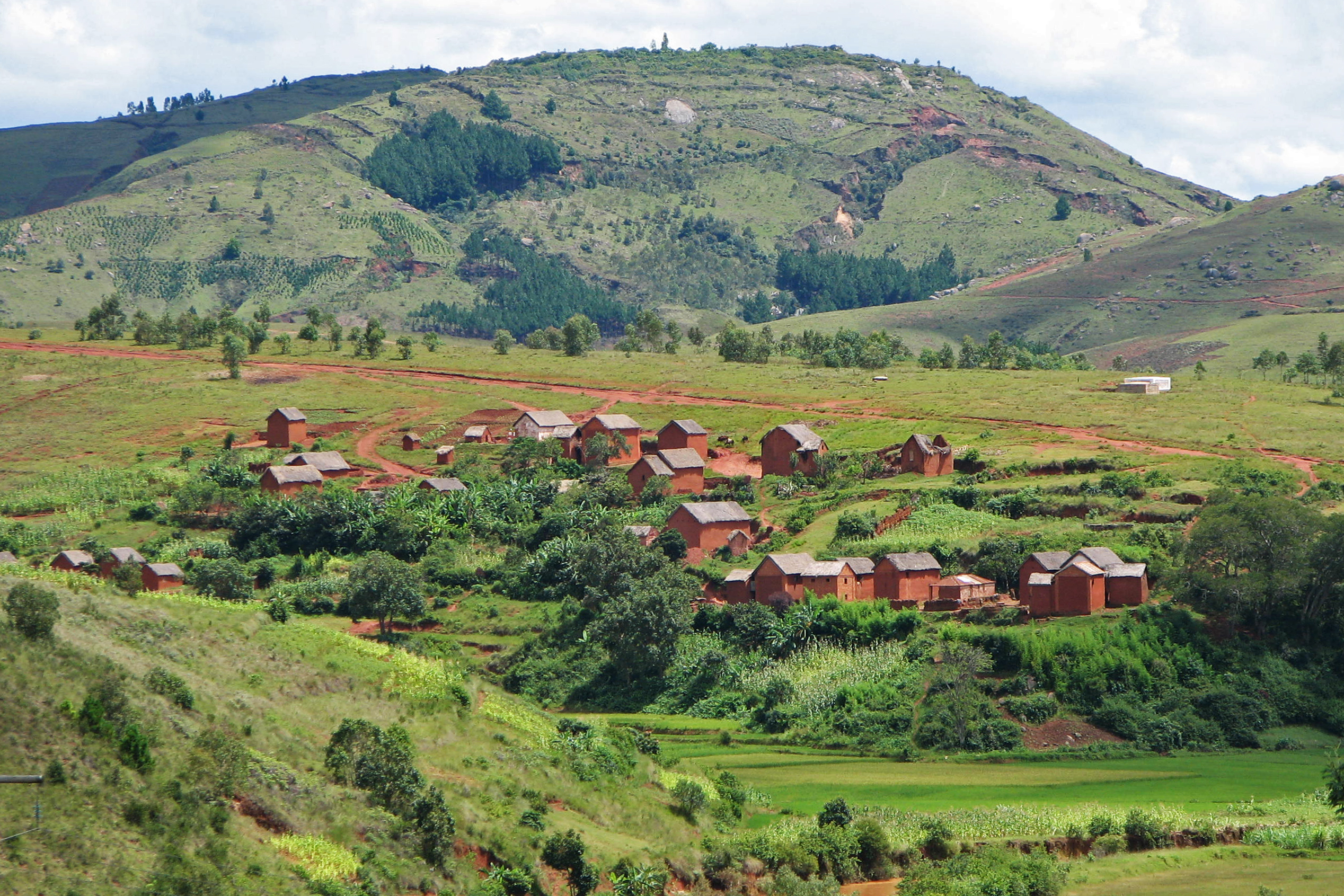
قرية في المرتفعات الوسطى

أن الأنتقال من المنطقة السهلية الساحلية إلى الهضبة يكون فجائي خاصة في الجزء الشرقي، ولذا فإن الأنهار التي تعبر الهضبة نحو السهل الساحلي
الشرقي تعترضها الجنادل. والهضبة التي يتراوح ارتفاعها بين 900-1200م يتخللها كثير من الأحواض والأودية النهرية العميقة، وتظهر على سطحها بقايا الجبال الألتوائية القديمة، ومناطق اللافاوالصخور البركانية، ففي الجزء الشمالي من الهضبة تظهر كتلة مرتفعة فوق منسوب الهضبة وذلك في منطقة تساراتانانا حيث يصل ارتفاع أعلى نقطة إلى 2880م في جبل مارومو كوترو maromokotro ، ومثيل هذه الكتلة المرتفعة يشاهد في الوسط أيضا في منطقة انكاراترا في جبل تسيالافونا (tsialavona) حيث يبلغ الارتفاع 2644م، وترتفع اجزاء المنطقة الجنوبية الشرقية إلى أكثر من 2500م عن سطح البحر . وتكثر المنخفضات التي تشغل بعض منها بحيرات وهذه المنخفضات تعود إلى اصل انكساري في معظمها، ففي الشمال يميز المنخفض الذي يشغل جانبا منه بحيرة الوترا ، وإلى الجنوب من هذه الحوض هناك حوض آخر يسمى بحوض انكاري، كما ويميز في الشمال الشرقي منخفض آخر يشغل جزء منه خليج انتونجيل الذي يمتد بين كتلة ماسولا في الشرق والهضبة التي تستغل في الزراعة كما هو في المنخفض الواقع قرب تاناناريف، 

## السهل الساحلي الشرقي
هو سهل يمتد بين الهضبة وخط ساحل بعرض لا يتجاوز 50كم في أكثر الجهات اتساعا .ويتصف الساحل في جزئه الشرقي وذلك بين خطي عرض 16-25 جنوبا باستقامته وخلوه من الخلجان، عكس ماهو مشاهد في الجزء الجنوبي الشرقي والشمالي الشرقي حيث يميز بعض الخلجان كـ خليج فورت دوفين في الجنوب، وخليج انتونجيل، و فوهيمار وديغوسواريز في الشمال .

## السهل الساحلي الغربي
هو أكثر اتساعا من السهل الشرقي، ويتسع السهل الساحلي في المناطق التي تلقي الأنهار فيها حمولتها حيث تنتشر الدالات النهرية، كما هو الحال عند مصب نهر مانجوكي ، وفي الشمال الغربي مابين رأس سانت اندريه ومدينة ماجونجي ، ولقد تعرض الجزء الشمالي الغربي من الساحل الغربي إلى هبوط وانكسارات وحركات عنيفة أدت إلى تنوع مظاهره فكثرت فيه الخلجان والرؤوس والجزر .

## التربة
وقد سميت مدغشقر باسم «الجزيرة الحمراء العظمى» بسبب بروز تربة البُصرة الحمراء . وتهيمن التربة الحمراء على المرتفعات الوسطى، على الرغم من أن هناك تربة أكثر خصوبة في مناطق النشاط البركاني السابق، إيتاسي وأنكاراترا، وتساراتانانا الواقعة في الشمال. تم العثور على نطاق ضيق من التربة الجرانيت على طول الساحل الشرقي وفي أفواه الأنهار الرئيسية على الساحل الغربي. الطين والرمل والحجر الجيري توجد في الغرب؛ والضحالة أو الهيكل العظمي اللاتريتي والحجر الجيري يوجد في الجنوب. إن إزالة الغابات والرعي الجائر تسبب في تعرية التربة لعديد من المناطق.

## المناخ

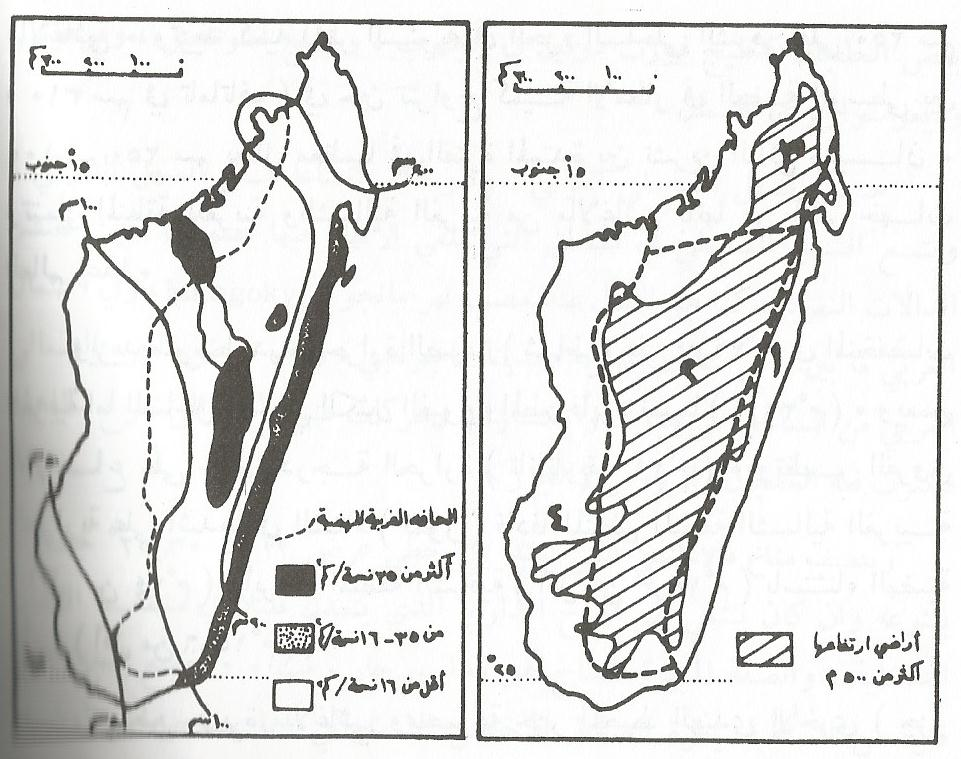
الاقاليم المناخية وتوزع الأمطار

يتصف مناخ مدغشقر التي تمتد بين خطي عرض 12-30ر25° جنوبا بتنوعه وان كان ينتمي إلى المناخ المداري الذي يعتدل قليلا في منطقة الهضبة الداخلية، والصفة المميزة للمناخ هو مداري حار رطب . وتخضع الجزيرة في فترة من السنة لسيطرة الضغط المنخفض الأستوائي وما يصاحبه من أمطار أستوائية حملانية، وفي الفترة الباقية من السنة تخضع لهبوب الرياح التجارية الجنوبية الشرقية والتي تؤدي أيضا إلى هطول الأمطار . ففي فصل الصيف يقع المنخفض الأستوائي عند خط عرض 15° تقريبا، حيث تكون الرياح إلى الجنوب من موقع جبهة الالتقاء المدارية المصاحبة للمنخفض الأستوائي جنوبية شرقية، وذات مصدر شمالي إلى الشمال منها . والإقليم الوحيد الذي يتضح فيه فصل الجفاف هو الإقليم الجنوبي والجنوبي الغربي، حيث كمية المطر السنوية لا تزيد عن 50 سم، وعدد الأيام الماطرة لا تزيد عن 30 يوما، وفصل المطر هو فصل سيادة الرياح التجارية،  والأمطار تضاريسية في معظمها . وتتصف أمطار الجزء الشمالي الشرقي بديمومتها حيث يتلقى أمطار الصيف الأستوائية وأمطار الشتاء التجارية، فتناناريف الواقعة على عرض 48ر19°م جنوبا وعلى ارتفاع 1370م تتلقى سنويا كمية مطر بحوالي 137سم لا يهطل في أشهر الشتاء الثلاثة (حزيران -آب) أكثر من 35سم . والصيف هو فصل المطر بوجه عام في مدغشقر . وتزيد كمية المطر السنوية في الجزء الساحلي الشرقي على 250سم، في حين تتراوح كمية الأمطار في الهضبة الوسطى بين 100-250سم يهطل معظمها في الفترة الممتدة بين تشرين الثاني ونيسان، وتتميز المنطقة الغربية والشمالية الغربية من مدغشقر بأنها من أكثر جهات العالم رعدا، 
ويزيد متوسط درجة الحرارة في الصيف (شباط) على 7ر26° في المنخفضات الغربية اما الساحل الشرقي كثير الغيوم ومطير فأبرد نسبيا 1ر26° ، ويعمل الارتفاع على خفض درجة الحرارة (تاناناريف 21°) . وتظهر الفروق الحرارية على أشدها في الشتاء (تموز) فأدفأ المناطق المنطقة الشمالية الغربية (أكثر من 24°م) وأبردها المنطقة الشرقية (أقل من 3ر18°م) بأستثناء الهضبة الأبرد (أقل من 6ر15°م) 

## الغطاء النباتي
يمكن تميز نوعين من النباتات في الجزيرة الأولى النباتات التي تنمو في المناطق المواجهة للرياح، والثانية، التي تنمو في المناطق الواقعة في
الجهات المعاكسة لوجهة الرياح، فالأولى عبارة عن غابات أستوائية كثيفة تنمو في المنطقة الساحلية الشرقية والسفوح الشرقية للهضبة حتى ارتفاع 800م، وتتعدد أنواع النباتات وتتواجد الأخشاب الثمينة من أشجار الأبنوس وخشب الورد، كما تنمو غابات المانغروف في المستنقعات الساحلية في الشرق، اما في الشمال الغربي فالغابات أقل كثافة والأشجار أقل ارتفاعا، وتقل كثافة الغابات التي تنمو على منسوب أعلا من 800م فوق سطح البحر، فلا يتجاوز ارتفاع اشجارها عشرة امتار . والواقع أن وجود فصل جاف يبلغ طوله 4-5 أشهر يجعل من جهات الهضبة الداخلية اقليما صالحا لنمو السافانا القصيرة التي قد تتخللها الأشجار في بعض الأحيان . اما في جهات الجنوب والجنوب الغربي التي تقاسي الجفاف فأن النباتات هناك من الأنواع الشوكية التي تتحمل الجفاف 

## المخاطر البيئية
وتعاني مدغشقر حاليًا في بعض المناطق من تآكل التربة نتيجة لإزالة الغابات والرعي الجائر والتصحر وتلوث المياه السطحية بالنفايات الخام والنفايات العضوية. وتتعرض أنواع عديدة من النباتات والحيوانات التي هي فريدة من نوعها للخطر. وتؤدي الأعاصير إلى حدوث فيضانات في المناطق الساحلية المنخفضة.